# 松井有紀夫
松井 有紀夫（まつい ゆきお、1979年1月26日 - ）は、東京都杉並区出身の日本のレーシングドライバー。D1グランプリなどに参戦する。

## プロフィール
- 身長：170cm[2]
- 体重：63kg[2]
- 血液型：Rh+O型[2]
- ニックネーム：ガルル[2]

## 略歴
バイクを楽しんでいた17歳の時、先輩のS13型シルビアに同乗してドリフトを体験したことをきっかけにドリフトに興味を持つ。運転免許を取得してすぐにAE86でドリフトを始めた。
2002年に当時最年少の23歳でD1ライセンスを獲得し、エビスサーキットでD1グランプリ（D1GP）デビューを果たしたが結果は予選落ち。
2006年には、同年シリーズが始まったD1ストリートリーガル（D1SL）に180SXで参戦を開始。
2007年は、D1SLで最終戦まで松川和也とチャンピオン争いをするもマシントラブルにて敗退、シリーズ2位となった。また、同年にはD1グランプリにも復帰、BMW・M3 (E46) をドライブし、国内シリーズでは輸入車初のポイント獲得という快挙を達成。
2008年、MSCチャレンジのスーパークラスにおいて、初代シリーズチャンピオンを獲得。
2009年からはJAF公認レースにも挑戦し、RACING PROJECT BANDOHより富士チャンピオンレースシリーズのAE111クラスにスポット参戦。同年、土屋武士率いるTeam SAMURAIより同シリーズのカローラアクシオGTのワンメイクレースにも参戦、初代シリーズチャンピオンを獲得。
2010年には、レース活動の一端としてスーパーGTにRACING PROJECT BANDOHのメカニックとして携わった。
2012年のD1GP開幕戦TOKYO DRIFT IN ODAIBAで、初の同シリーズ単走優勝を果たす。
翌2013年にGuild n oneからEXEDY R Magic D1 Racingへ移籍し、RX-7 (FD3S) を駆った。2014年第4戦エビスサーキットにおいて、初の総合優勝。
2016年にはRE雨宮に移籍。マシンは3ローター搭載のRX-7 (FD3S) を使用する。同年は第5戦で準優勝を果たすも成績が安定せず、シリーズ15位で終えた。
2017年は成績が上向きシリーズ7位、シーズン途中でマシンのエンジンを3ローターから4ローターに変更した2018年は第5戦筑波で移籍後初の優勝を果たし、昨年と同じシリーズ7位でシーズンを終えた。
2019年は第3・4戦十勝戦では2連勝を果たし、過去最高のシリーズ2位となった。
2020年はシリーズ11位、2021年は第3戦筑波で準優勝、第9戦オートポリスで優勝するなど好成績を収めシリーズ6位。
2022年は新たにFDJ2にも参戦を開始。マシンはS13型シルビアを使用した。FDJ2では初参戦ながら全戦でコンスタントにポイントを重ね、第5戦岡山では優勝。シリーズチャンピオンを獲得した。
2023年はD1GPに参戦すると共に、FDJ2からフォーミュラ・ドリフト ジャパン（FDJ）にステップアップ。マシンはD1GPでは引き続きRX-7を、FDJではGM製LSXエンジン搭載のBMW・2シリーズクーペ (F22) を使用する。

## エピソード
- レーサーとしての活動の傍ら、千葉県八千代市で中古車販売店の「M2evolution」を経営している[8]。また、レースチームの「M2 Racing」を率いており、D1GPやフォーミュラ・ドリフト ジャパンに参戦している。
- 2009年D1GP第4戦岡山において、単走での強烈な角度が審査委員長の土屋圭市に「松井イリュージョン」と評価され、黒井敦史、川畑真人に続きイリュージョニストの称号を得る[9]。
- 2010年、D1GP第5戦エビスサーキットの1回戦単走において審査員全員満点の300点を獲得。しかし、その後の追走トーナメントで、単走以上の走りを見せたが壁に激突しマシンを大破させた[10]。翌日の第6戦には出場は絶望的と思われたが、奇跡的な復活を見せた。